# Pembroke (Massachusetts)
Pembroke ist eine Kleinstadt (Town) im Plymouth County im US-Bundesstaat Massachusetts. Das U.S. Census Bureau hat bei der Volkszählung 2020 eine Einwohnerzahl von 18.361 ermittelt.
Der Ort liegt am Fernwanderweg Bay Circuit Trail.

## Persönlichkeiten
- Eric Flaim (* 1967), Eisschnellläufer
- Josiah Smith (1738–1803), Politiker
- Harry Irving Thayer (1869–1926), Politiker